# Enrique Aguilar (zapaśnik)
Enrique Aguilar Zermeno (ur. 1 listopada 1969) – meksykański zapaśnik w stylu klasycznym. Olimpijczyk z Atlanty 1996, gdzie zajął siedemnaste miejsce w kategorii 48 kg.
Zajął 19. miejsce w mistrzostwach świata w 1995. 
Zdobył srebrny medal na Igrzyskach Panamerykańskich w 1995 roku. Dwa razy stawał na podium Mistrzostw Panamerykańskich. Wicemistrz Igrzysk Ameryki Środkowej i Karaibów w 1993 roku.